# Марджорі Грайс-Хатчінсон
Марджорі Гріс-Хатчінсон MBE (26 травня 1909 — 12 квітня 2003) — англійський економіст.

## Ранні роки життя та освіта
Марджорі Ейлін Генрієта Грайс-Хатчінсон народилася у 1909 році у Істборні, штат Сассекс, дочка Джорджа Грайса-Хатчінсона та Едіт Луїзи Істік Грайс-Хатчінсон. Її батько був адвокатом. Коли її батько пішов у відставку до Малаги в 1920 році, Грайс-Хатчінсон поїхала з ним.
Вона здобула ступінь іспанської мови у Лондонському університеті та здобула ступінь доктора філософії у Лондонській школі економіки під керівництвом Фрідріха Хайєка та Р. С. Саєрса.

## Кар'єра
Гріс-Хатчінсон є найбільш відомою завдяки її працям з історії економічної думки Іспанії, зокрема історії пізньої схоластичної школи Саламанки. Вона також написала історію Англійського цвинтаря у Малазі, а також збагатила програму досліджень сільського господарства в Університеті Малаги .
У 1993 р. вона отримала почесний ступінь доктора в Університеті Комплутенсе в Мадриді . У 1995 році вона стала заслуженим співробітником Товариства історії економіки Вона була призначена членом ордена Британської імперії в 1975 році, а в Іспанії вона отримала звання ордена «За громадянські заслуги» . У 1996 році вона була нагороджена Premio Castilla y León de las Ciencias Sociales y Humanidades .

## Особисте життя

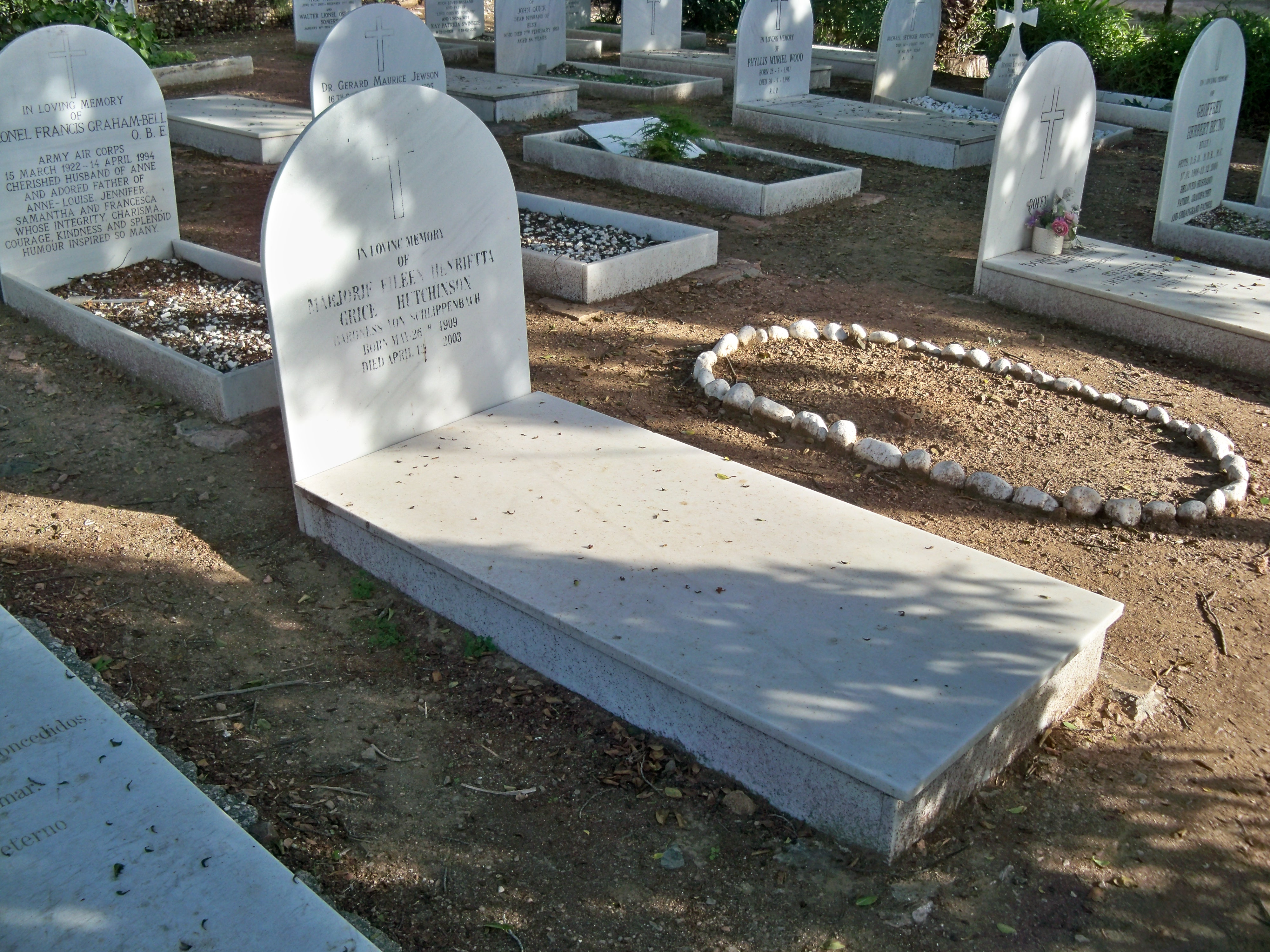
Могила Марджорі Грайс-Хатчінсон на Англійському кладовищі в Малазі.

Грайс-Хатчинсон стала баронесою фон Шліппенбах в 1951 році, коли вийшла заміж за Ульріха фон Шліппенбаха, агронома німецького походження, який проживав у Малазі. Вона овдовіла, коли фон Шліппенбах помер у 1980-х. Вона проживала в Малазі до своєї смерті у 2003 році, у віці 93 років. Її поховали там, на англійському кладовищі. Її книга «Школа Саламанки» була передрукована в 2009 році Інститутом Людвіга фон Мізеса .

## Вибрані твори
- Школа Саламанки; Читання в іспанській валютній теорії, 1544—1605 (1952)[11]
- Ферма Малаги (1956)[12]
- Діти Веги: Виріс на фермі в Іспанії (1963)[13]
- Ранні економічні думки в Іспанії, 1177—1740 (1978)[14]
- Економічна думка в Іспанії: вибрані нариси (1993)[15]
- Англійське кладовище в Малазі (2001)[16]